# Albéric Magnard
Lucien Denis Gabriel Albéric Magnard (francouzská výslovnost [lysjɑ̃ dəni ɡabʁijɛl albeʁik maɲaːʁ]; 9. června 1865 Paříž – 3. září 1914 Baron, depártement Oise) byl francouzský hudební skladatel. Jeho styl bývá někdy přirovnáván k Brucknerovu („Francouzský Bruckner“).

## Život
Magnard se narodil 9. června 1865 v Paříži v rodině úspěšného spisovatele a editora listu Le Figaro. Vystudoval práva a po skončení vojenské služby vstoupil na Pařížskou konzervatoř. Studoval kontrapunkt u Théodora Duboise, skladbu u Julese Masseneta a instrumentaci u Vincenta d'Indyho. Pod vedením d'Indyho zkomponoval své první dvě symfonie.
V roce 1896 se Magnard oženil s Julií Cretonovou a stal se profesorem kontrapunktu na soukromé hudební vysoké škole Schola Cantorum nedlouho předtím založené d'Indym. V této době také zkomponoval svou 3. symfonii b-moll op. 11. Opusovými čísly opatřil Magnard pouze 22 svých skladeb. Řadu z nich (op. 8 – op. 20) vydal vlastním nákladem.
Na začátku První světové války v roce 1914 poslal Magnard svou ženu a dvě dcery do bezpečí a sám zůstal ve svém domě zvaném "Manoir de Fontaines" v Baronu, aby chránil svůj majetek. Při obraně domu byl zabit, dům vypálen a rukopisy mnoha dosud nepublikovaných skladeb zničeny.
Je pohřben v Paříži na hřbitově Passy. V roce 1927 byla ulice Richarda Wagnera v 16. pařížském obvodu přejmenována na rue Albéric-Magnard.

## Hlavní díla

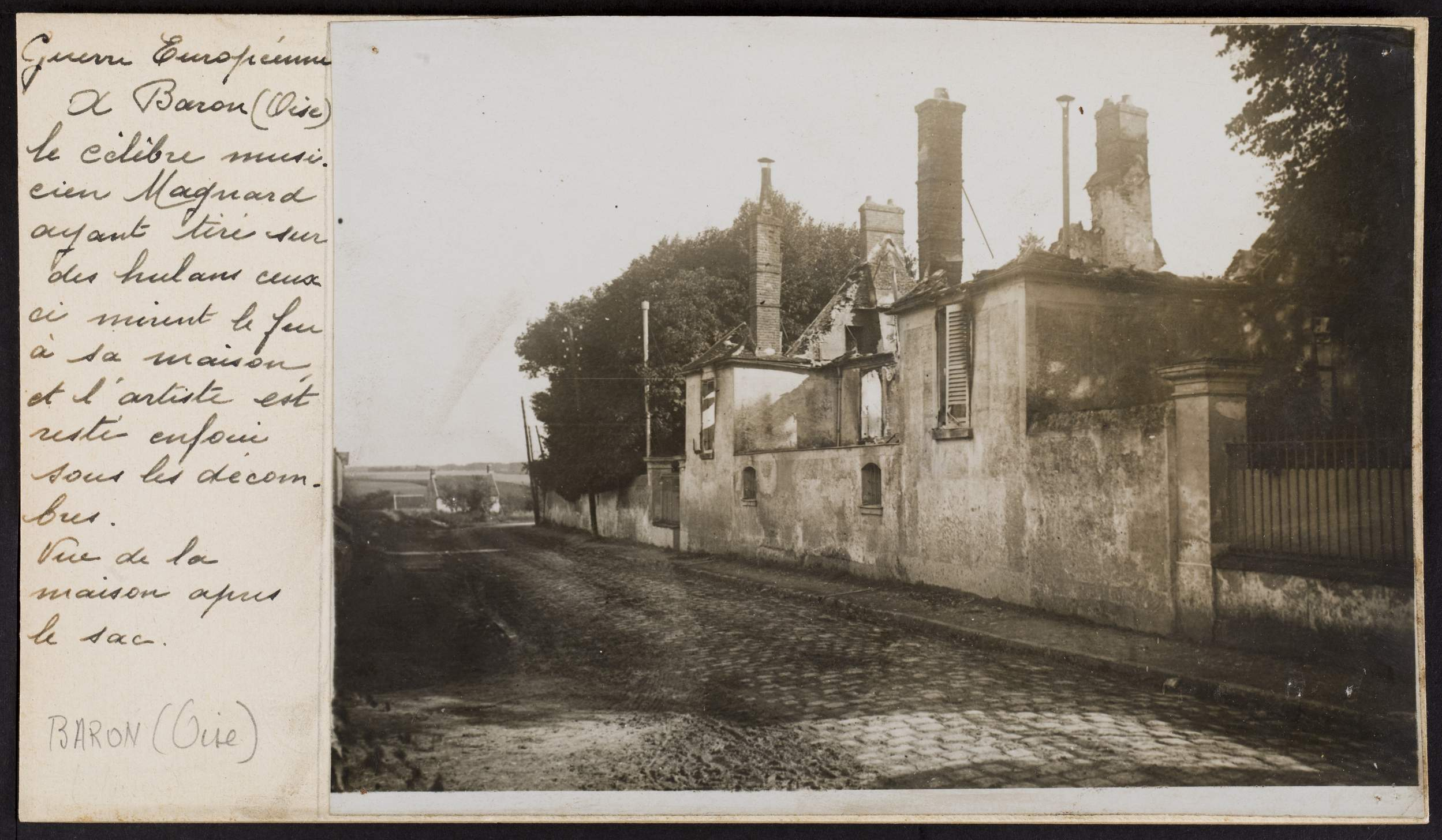
Ruiny Magnardova domu v Baronu.

### Orchestrální skladby
- Symfonie č. 1 (1889)
- Symfonie č. 2 (1892–1893, rev. 1896)
- Symphonie č. 3 op 11 (1895–1896)
- Chant funèbre op. 9 (1895)
- Ouverture op. 10 (1895)
- Hymne à Vénus (1903–1904)
- Hymne à la justice op. 14 (1902)
- Symfonie č. 4 op. 21 (1913)

### Opery
- Yolande (libreto autor, 1892 Brusel)
- Guercœur (libreto autor ,1897-1900, uvedeno 24. dubna 1931, Paříž, Opéra-Comique)
- Bérénice (libreto autor podle Jeana Racina, 1911 Paříž))

### Komorní hudba
- Quintette pour flute, clarinette, haubois, basson et piano op. 8 (1894)
- Sonate pour violon et piano (1901)
- Quatuor à cordes op. 16 (1903)
- Trio avec piano en fa majeur op. 18 (1904)
- Sonate pour violoncelle et piano en la majeur op. 20 (1911)